# Ernst Frank
Conrad Heinrich Ernst Frank, född den 7 februari 1847 i München, död den 17 augusti 1889 i Oberdöbling nära Wien, var en tysk musiker.
Frank, som var lärjunge till Franz Lachner, utmärkte sig som operadirigent i Mannheim och Frankfurt am Main samt blev 1879 Hans von Bülow den yngres efterträdare i Hannover. Han komponerade bland annat sånger och de tre operorna Adam de la Halle (1880), Hero (1884) samt Der Sturm (med libretto efter Shakespeares drama Stormen, 1887).